# Sigalphus mongolicus
Sigalphus mongolicus är en stekelart som beskrevs av Vladimir Ivanovich Tobias 1974. Sigalphus mongolicus ingår i släktet Sigalphus och familjen bracksteklar. Inga underarter finns listade i Catalogue of Life.